# District de Rampur
Le district de Rampur (en hindi : रामपुर ज़िला, en ourdou : رام پور ضلع) est l'un des districts de la division de Moradabad dans l'État de l'Uttar Pradesh en Inde.

## Description
Sa capitale est la ville de Rampur. 
La superficie du district est de 2 367 km2 et la population au recensement de 2011 s'élève à 2 335 819 habitants.
Le taux d'alphabétisation est de 55,08%.